# Mesoleuca rectangulata
Mesoleuca rectangulata är en fjärilsart som beskrevs av Edward Alfred Cockayne 1953. Mesoleuca rectangulata ingår i släktet Mesoleuca och familjen mätare. Inga underarter finns listade i Catalogue of Life.